# Noční vlak (film, 2009)
Noční vlak (anglicky Night train) je americký mysteriózní film z roku 2009 natočený režisérem Brianem Kingem, který je také autorem námětu.
Hlavní postavy ztvárnili Danny Glover jako průvodčí, Steve Zahn jako cesťák Pete a Leelee Sobieski si zahrála chladnokrevnou studentku medicíny.
Snímek byl natáčen v bulharském hlavním městě Sofii.

## Děj
Do nočního vlaku, jedoucího o silvestrovské noci zasněženou krajinou, na opuštěné zastávce nasedá mlčící pasažér. V posledním vagónu, v němž jsou další dva cestující – cesťák Pete (Steve Zahn) a medička (Leelee Sobieski), se nově příchozí předávkuje léky a umírá. Pete bere do rukou dřevěnou krabičku mrtvého, v níž śpatří diamanty. Studentka pro změnu vidí zelené smaragdy. Šance rychle zbohatnout je opojná. Průvodčí Miles (Danny Glover), který má vážně nemocnou ženu, nechce o rozdělení obsahu skříňky zpočátku slyšet, ale nakonec i on podlehne lákavé šanci.
Rozbíhá se sled událostí, které skončí smrtí všech, kdož se do záhadné krabičky podívali. Jak se ukáže, i zbylí pasažéři ve vlaku chtěli tento dřevěný objekt získat. Poslední osoba, která přežila děsivou noční jízdu je průvodčí. Na opuštěné železniční trati tajemný předmět odemyká prstenem sejmutým z prstu jejího předchozího majitele – muže, který se předávkoval. Ze skříňky tryská světelná energie, ale malý psík z vlaku, ji dotykem opět uzavírá.
Ve sněhu si hraje malá dívka, která našla dřevěnou krabičku, svou „novou hračku“…

## Obsazení
- Danny Glover – průvodčí Miles
- Leelee Sobieski – medička Chloe
- Steve Zahn – cesťák Pete
- Matthias Schweighöfer – Frankie
- Takacuna Mukai – Hiro
- Togo Igawa – Jamašita
- Richard O'Brien – paní Froyová
- Jo Marr – pan Cairo
- Constantine Gregory – pan Gutman
- Harry Anichkin – Walter
- Geoff Bell – detektiv
- Luca Bercovici – muž
- Marianne Staničevová – žena
- Dessi Moralesová – zdravotní sestra
- Jana Atanasovová Popovová – dívenka